# 之江银泰
之江银泰即银泰百货杭州之江店，位于杭州西湖区南部的转塘街道江涵路与珊瑚沙路交汇处，商业面积8万方，有地上4层、地下1层，2020年9月30日开业。它是银泰百货在杭州的第十座商场，更是之江地区首个商业综合体。
之江银泰西北侧为1996年开业的主题乐园——杭州宋城。

## 简介
入驻商户主要有欧莱雅、星巴克、胡桃里音乐酒馆、伏见桃山、三分天下（服饰）、自由人影城、喜茶、调色师、斐乐、肯德基、麦当劳，四楼设置了一个屋顶花园，配有海底捞、谭鸭血等餐饮。